# Zisterzienserinnenabtei Le Vivier (Arras)
Die Zisterzienserinnenabtei Le Vivier (Arras) war von 1219 bis 1640 ein Kloster der Zisterzienserinnen in Wancourt und von 1640 bis 1791 in Arras, Département Nord, in Frankreich. (Das Kloster ist nicht zu verwechseln mit der Zisterzienserinnenabtei Notre-Dame du Vivier in Marche-Les-Dames, Namur, in Belgien).

## Geschichte
Das Kloster Notre-Dame du Vivier (nach: vivier = Fischteich) wurde 1219 in Wancourt, südöstlich Arras, gestiftet und hieß später auch Vivier des Champs. Kriegsverwüstung zwang die Nonnen im 17. Jahrhundert zum Wechsel in die Stadt Arras. Durch die Französische Revolution aufgehoben, dienten die Klostergebäude als Schule und Altersheim. Die Kirche, längere Zeit noch Pfarrkirche, wurde durch die Kirche Saint-Géry ersetzt, sodass vom ursprünglichen Kloster heute nur noch eine Mauer und ein Tor stehen. Jedoch erinnert die Rue du Vivier an das Kloster.
Le Vivier  gehört zu einer Gruppe von 13 Zisterzienserinnenklöstern (Beaupré, Blendecques, Bonham, La Brayelle, Flines, Fontenelles, Marquette, Les Prés, Ravensberg, Le Verger, Le Vivier, La Woestyne, Fontenelle), die um 1200  innerhalb kurzer Zeit und auf engem Raum privat gestiftet wurden und der nur fünf Zisterzienserklöster (Cercamp, Clairmarais, Longvillers, Loos und Vaucelles) gegenüberstehen.